# Nati nel 1754
| Questa pagina contiene informazioni ricavate automaticamente dalle voci biografiche con l'ausilio del template Bio e di un bot. L'aggiornamento è periodico e automatico e ricostruisce completamente la pagina. Se manca una persona in questa lista, sei pregato di non aggiungerla, ma accertati piuttosto che la sua voce biografica contenga il template Bio e che i dati anagrafici siano correttamente compilati. Se il template Bio manca, inseriscilo tu stesso o, in alternativa, metti l'avviso {{tmp\|Bio}} che ne segnala la mancanza. Se i dati riportati sono sbagliati, correggi direttamente la voce biografica; le modifiche saranno visibili in questa lista entro pochi giorni. Per chiarimenti vedi il progetto biografie. La lista contiene solo le 204 persone che sono citate nell'enciclopedia e per le quali è stato implementato correttamente il template Bio. Pagina aggiornata al 10 ago 2025. |

## Gennaio(17)
- 3 gennaio - Giuseppe Maria Pietro Grimaldi, arcivescovo cattolico italiano († 1830)
- 3 gennaio - Pietro Federico Guglielmo di Oldenburg, duca († 1823)
- 5 gennaio - Columbano Giovanni Battista Carlo Gaspare Chiaverotti, arcivescovo cattolico italiano († 1831)
- 5 gennaio - Melchor Aymerich, militare spagnolo († 1836)
- 6 gennaio - Amedeo Bruno di Samone, vescovo cattolico italiano († 1838)
- 9 gennaio - Marie Thérèse Sophie Richard de Ruffey, nobile francese († 1789)
- 10 gennaio - Pietro Brandolese, editore italiano († 1809)
- 11 gennaio - Vincenzo Lunardi, inventore e ufficiale italiano († 1806)
- 12 gennaio - William Fullarton, politico e militare britannico († 1808)
- 14 gennaio - Jean-Ignace Jacqueminot, giurista e politico francese († 1813)
- 15 gennaio - Jacques Pierre Brissot, politico e giornalista francese († 1793)
- 15 gennaio - Friedrich Gedike, teologo e pedagogista tedesco († 1803)
- 28 gennaio - Jean-Baptiste Moulin, generale francese († 1794)
- 28 gennaio - Giovanni Francesco Toppia, vescovo cattolico italiano († 1828)
- 29 gennaio - Moses Cleaveland, militare e politico statunitense († 1806)
- 30 gennaio - Antonio Tadini, matematico e ingegnere italiano († 1830)
- 30 gennaio - Leopoldina del Liechtenstein, principessa austriaca († 1823)

## Febbraio(12)
- 2 febbraio - Charles-Maurice de Talleyrand-Périgord, nobile, politico e diplomatico francese († 1838)
- 3 febbraio - Juan Ruiz de Apodaca, ufficiale spagnolo († 1835)
- 6 febbraio - Antoine-Eustache d'Osmond, vescovo cattolico francese († 1823)
- 15 febbraio - Pierre-Louis Roederer, avvocato e politico francese († 1835)
- 17 febbraio - Nicolas Baudin, esploratore, cartografo e naturalista francese († 1803)
- 19 febbraio - Matteo Babini, tenore italiano († 1816)
- 19 febbraio - Vincenzo Monti, poeta, scrittore e traduttore italiano († 1828)
- 23 febbraio - David August von Apell, compositore tedesco († 1832)
- 25 febbraio - Benjamin Tallmadge, militare e politico statunitense († 1835)
- 26 febbraio - Girolamo Fenaroli Avogadro, politico italiano († 1802)
- 26 febbraio - Ferdinando Marescalchi, diplomatico e politico italiano († 1816)
- 27 febbraio - Thomas-Augustin de Gasparin, ufficiale e politico francese († 1793)

## Marzo(22)
- 1º marzo - Giuseppe Capocasale, presbitero e filosofo italiano († 1828)
- 3 marzo - Giuseppe Compagnoni, costituzionalista, letterato e giornalista italiano († 1833)
- 5 marzo - Léon Dufourny, architetto francese († 1818)
- 6 marzo - Josepha Duschek, soprano austriaco († 1824)
- 6 marzo - Pierre Henri Hélène Tondu, giornalista e politico francese († 1793)
- 7 marzo - Edward Clive, I conte di Powis, politico inglese († 1839)
- 10 marzo - Augusta von Fersen, nobildonna svedese († 1846)
- 11 marzo - Juan Meléndez Valdés, poeta spagnolo († 1817)
- 14 marzo - Henry Cecil, I marchese di Exeter, nobile e politico inglese († 1804)
- 14 marzo - Pepe-Hillo, torero spagnolo († 1801)
- 15 marzo - Charles Manners, IV duca di Rutland, nobile inglese († 1787)
- 15 marzo - Archibald Menzies, chirurgo e naturalista scozzese († 1842)
- 15 marzo - Silvestro Palma, compositore italiano († 1834)
- 15 marzo - Thomas Onslow, II conte di Onslow, nobile inglese († 1827)
- 16 marzo - Manuel Antonio de Emparán y Orbe, militare spagnolo († 1801)
- 17 marzo - Marie-Jeanne Roland de la Platière, nobildonna francese († 1793)
- 20 marzo - Aleksandr Semënovič Šiškov, politico, militare e scrittore russo († 1841)
- 23 marzo - Jurij Vega, matematico sloveno († 1802)
- 24 marzo - Joel Barlow, poeta, politico e diplomatico statunitense († 1812)
- 26 marzo - Heinrich Ludwig Lehmann, scrittore tedesco († 1828)
- 30 marzo - Jean-François Pilâtre de Rozier, aviatore e chimico francese († 1785)
- 31 marzo - George Cavendish, I conte di Burlington, politico inglese († 1834)

## Aprile(5)
- 3 aprile - Nikolaj Rumjancev, politico, diplomatico e nobile russo († 1826)
- 6 aprile - Frédéric-César de La Harpe, politico svizzero († 1838)
- 12 aprile - Peter Haas, incisore danese († 1804)
- 14 aprile - Samuel Smith, politico e banchiere inglese († 1834)
- 28 aprile - Ferenc Széchényi, nobile e politico ungherese († 1820)

## Maggio(17)
- 1º maggio - Francesco Bertazzoli, teologo, cardinale e poeta italiano († 1830)
- 2 maggio - Vicente Martín y Soler, compositore spagnolo († 1806)
- 2 maggio - Franciszek Zabłocki, drammaturgo polacco († 1821)
- 6 maggio - Thomas Coke, I conte di Leicester, politico inglese († 1842)
- 6 maggio - Marguerite-Louis-François Duport-Dutertre, politico e rivoluzionario francese († 1793)
- 7 maggio - Joseph Joubert, filosofo e aforista francese († 1824)
- 10 maggio - Asmus Jacob Carstens, pittore, critico d'arte e disegnatore tedesco († 1798)
- 10 maggio - Teodoro Matteini, pittore e restauratore italiano († 1831)
- 12 maggio - Franz Anton Hoffmeister, compositore e editore musicale tedesco († 1812)
- 13 maggio - Jean Joseph Ange d'Hautpoul, generale francese († 1807)
- 15 maggio - Pierre Dutillieu, compositore italiano († 1798)
- 15 maggio - Johann Peter Theodor von Wacquant-Geozelles, generale, diplomatico e nobile austriaco († 1844)
- 20 maggio - Hans Gram, compositore danese († 1804)
- 20 maggio - Elisa von der Recke, scrittrice tedesca († 1853)
- 24 maggio - Francesco Giampietri, giurista e magistrato italiano († 1821)
- 31 maggio - Andrea Appiani, pittore italiano († 1817)
- 31 maggio - Catherine-Dominique de Pérignon, generale francese († 1818)

## Giugno(16)
- 1º giugno - Ferdinando Carlo Antonio d'Asburgo-Lorena, duca († 1806)
- 3 giugno - Gaetano Marinelli, compositore italiano
- 4 giugno - Miguel de Azcuénaga, politico e militare argentino († 1833)
- 4 giugno - Luigi Fiacchi, poeta, filologo e presbitero italiano († 1825)
- 4 giugno - Franz Xaver von Zach, astronomo ungherese († 1832)
- 10 giugno - Johann von Hiller, generale austriaco († 1819)
- 12 giugno - Isaac René Guy Le Chapelier, politico e avvocato francese († 1794)
- 15 giugno - Juan José Delhuyar, chimico e mineralogista spagnolo († 1796)
- 16 giugno - Salavat Julaev, rivoluzionario russo († 1800)
- 18 giugno - Anna Maria Lenngren, poetessa svedese († 1817)
- 18 giugno - Guglielmo del Palatinato-Zweibrücken, nobile e generale tedesco († 1807)
- 20 giugno - Amalia d'Assia-Darmstadt, nobildonna († 1832)
- 26 giugno - Péter Klobusiczky, arcivescovo cattolico ungherese († 1843)
- 28 giugno - Claude François de Malet, generale francese († 1812)
- 28 giugno - Guglielmo Enrico di Nassau-Zuylestein, V conte di Rochford, diplomatico inglese († 1830)
- 29 giugno - Ivan Nikolaevič Rimskij-Korsakov, politico russo († 1831)

## Luglio(7)
- 4 luglio - Giulio de' Rossi, vescovo cattolico italiano († 1833)
- 12 luglio - Karl Gottlob Kühn, medico tedesco († 1840)
- 13 luglio - Alois von Beckh-Widmanstätten, tipografo e scienziato austriaco († 1849)
- 20 luglio - Antoine-Louis-Claude Destutt de Tracy, nobile e filosofo francese († 1836)
- 24 luglio - Antonio Bonazzi, violinista, direttore d'orchestra e compositore italiano († 1802)
- 29 luglio - Abraham Niclas Edelcrantz, inventore svedese († 1821)
- 31 luglio - Bon Adrien Jeannot de Moncey, generale francese († 1842)

## Agosto(11)
- 2 agosto - Pierre L'Enfant, architetto e urbanista francese († 1825)
- 8 agosto - Francesco Maria De Luca, religioso e arcivescovo cattolico italiano († 1839)
- 8 agosto - Luigi Marchesi, cantante castrato italiano († 1829)
- 15 agosto - Benjamin Hawkins, politico statunitense († 1818)
- 16 agosto - Andrea Lazzari, religioso, letterato e storico italiano († 1831)
- 17 agosto - Louis-Marie-Stanislas Fréron, politico, rivoluzionario e militare francese († 1802)
- 18 agosto - François de Chasseloup-Laubat, ingegnere e militare francese († 1833)
- 19 agosto - Luigi Malaspina, letterato e nobile italiano († 1835)
- 21 agosto - Banastre Tarleton, generale e politico britannico († 1833)
- 23 agosto - Luigi XVI di Francia, re († 1793)
- 28 agosto - Sigmund Christoph von Waldburg-Zeil-Trauchburg, vescovo cattolico tedesco († 1814)

## Settembre(10)
- 1º settembre - August Hermann Niemeyer, pedagogista tedesco († 1828)
- 3 settembre - Robert Guillaume Dillon, generale francese († 1839)
- 9 settembre - William Bligh, ufficiale britannico († 1817)
- 15 settembre - Vittorio Fossombroni, matematico, ingegnere e economista italiano († 1844)
- 20 settembre - Diego Naselli, ammiraglio e politico italiano († 1832)
- 25 settembre - Luigi Caruso, compositore italiano († 1823)
- 26 settembre - Joseph Proust, chimico francese († 1826)
- 27 settembre - Amédée Emmanuel François Laharpe, generale svizzero († 1796)
- 28 settembre - Carlo Tenivelli, storico e poeta italiano († 1797)
- 29 settembre - Giuseppe Antonio Maria Michele Mainoni, generale italiano († 1807)

## Ottobre(19)
- 1º ottobre - Paolo I di Russia, sovrano († 1801)
- 2 ottobre - Louis de Bonald, filosofo e politico francese († 1840)
- 4 ottobre - Caterina Jarrige, francese († 1836)
- 4 ottobre - Louis Claude Marie Richard, botanico francese († 1821)
- 9 ottobre - Angelo Dalmistro, presbitero e letterato italiano († 1839)
- 9 ottobre - Jean-Baptiste Regnault, pittore francese († 1829)
- 12 ottobre - Amelia Darcy, nobildonna inglese († 1784)
- 13 ottobre - Giovanni Antonio Sintich, vescovo cattolico e letterato dalmata († 1837)
- 14 ottobre - Maurice-François de Mac Mahon, generale francese († 1831)
- 18 ottobre - Giovanni Nepomuceno Esterhazy de Galantha, nobile ungherese († 1840)
- 18 ottobre - Victor-Jean Nicolle, pittore francese († 1826)
- 19 ottobre - Ekaterina Alekseevna Volkonskaja, nobildonna russa († 1829)
- 22 ottobre - Matthias Ogden, politico statunitense († 1792)
- 25 ottobre - Richard Howell, politico statunitense († 1802)
- 28 ottobre - Carlo Francesco Frasconi, presbitero, archivista e storiografo italiano († 1836)
- 28 ottobre - John Laurens, rivoluzionario, militare e diplomatico statunitense († 1782)
- 29 ottobre - Philipp Gottfried Gaertner, botanico e farmacista tedesco († 1825)
- 29 ottobre - Francesco I di Erbach-Erbach, nobile, collezionista d'arte e archeologo tedesco († 1823)
- 30 ottobre - Philippe-Antoine Merlin de Douai, politico e giurista francese († 1838)

## Novembre(11)
- 2 novembre - Gaspard de Bernard de Marigny, generale francese († 1794)
- 5 novembre - Alessandro Malaspina, esploratore e navigatore italiano († 1810)
- 6 novembre - Federico I di Württemberg, re († 1816)
- 14 novembre - Clementino Vannetti, scrittore e letterato italiano († 1795)
- 19 novembre - Augusto Federico di Sassonia-Meiningen, nobile tedesco († 1782)
- 19 novembre - Pedro Romero, torero spagnolo († 1839)
- 21 novembre - Gaetano Grano, latinista e letterato italiano († 1828)
- 23 novembre - Stanislao Poniatowski, nobile, politico e militare polacco († 1833)
- 26 novembre - Narciso Coll y Prat, arcivescovo cattolico spagnolo († 1822)
- 27 novembre - Georg Forster, naturalista, etnologo e giornalista tedesco († 1794)
- 27 novembre - John Parke Custis, statunitense († 1781)

## Dicembre(8)
- 1º dicembre - Anna Kirillovna Razumovskaja, nobildonna russa († 1826)
- 7 dicembre - Jean-Antoine Marbot, generale e politico francese († 1800)
- 9 dicembre - Francis Rawdon-Hastings, I marchese di Hastings, militare, politico e nobile britannico († 1826)
- 11 dicembre - Claude Sylvestre Colaud, generale francese († 1819)
- 15 dicembre - Usman dan Fodio, religioso, scrittore e filosofo nigeriano († 1817)
- 23 dicembre - Noël Aubin, editore e drammaturgo francese († 1835)
- 24 dicembre - George Crabbe, poeta inglese († 1832)
- 25 dicembre - Jean Baptiste Bouchotte, politico e militare francese († 1840)

## Senza giorno specificato(49)
- Maddalena Allegranti, soprano italiano († 1829)
- Paolo Arconati Visconti, nobile e politico italiano († 1821)
- Atanasio V di Gerusalemme, arcivescovo ortodosso greco († 1844)
- Carlo Alberto Baratta, pittore italiano († 1815)
- Antoine Beauvilliers, scrittore e cuoco francese († 1817)
- Jacques Berger, pittore francese († 1822)
- Giuseppe Boerio, funzionario, magistrato e giurista italiano († 1832)
- Giulio Camporese, architetto italiano († 1840)
- Giovanni Campovecchio, pittore italiano († 1804)
- Samuel Pepys Cockerell, architetto inglese († 1827)
- Siegfried Gotthelf Eckardt, attore teatrale, direttore teatrale e regista tedesco († 1831)
- Grace Elliott, britannica († 1823)
- Aleksandra von Engelhardt, nobildonna russa († 1838)
- Tomás Geraldino y Geraldino, militare spagnolo († 1797)
- Ignazio Simone II Zora, patriarca cattolico ottomano († 1838)
- Manuel José de Lavardén, poeta, drammaturgo e giornalista argentino († 1809)
- Agostino de Lestrange, religioso francese († 1827)
- Carl Wilhelm von Ludolf, diplomatico, orientalista e nobile austriaco († 1803)
- Ivan Petrovič Martos, scultore russo († 1835)
- Thomas James Mathias, umanista e poeta inglese († 1835)
- Alexandru Mavrocordat Firaris, nobile moldavo († 1819)
- Giuseppe Moneta, compositore italiano († 1806)
- Nicolas-André Monsiau, pittore francese († 1837)
- Francisco Montalvo y Ambulodi, politico e militare spagnolo († 1822)
- William Murdoch, ingegnere scozzese († 1839)
- Antonio Nolli, patriota e politico italiano († 1830)
- Irene Parenti Duclos, pittrice e poetessa italiana († 1795)
- Francesco Parrino, presbitero, scrittore e poeta italiano († 1831)
- José Antonio Pavón, botanico spagnolo († 1840)
- Carlo Antonio Pezzi, presbitero e scrittore italiano († 1833)
- Pierre André Pourret, abate e botanico francese († 1818)
- Giovanni Quaglia, generale italiano († 1817)
- Matteo Rauzzini, compositore italiano († 1791)
- Nagasawa Rosetsu, pittore giapponese († 1799)
- Hipólito Ruiz López, botanico spagnolo († 1816)
- Benjamin Smith, incisore e editore inglese († 1833)
- Laurids Smith, presbitero e scrittore danese († 1794)
- Tommaso Susanna, militare e politico italiano
- Clemente Susini, italiano († 1814)
- Giovanni Raimondo Torlonia, nobile e banchiere italiano († 1829)
- Joseph Van Praet, scrittore belga († 1837)
- Francisco Javier Venegas, ufficiale spagnolo († 1838)
- Giuseppe Viganoni, tenore italiano († 1822)
- Peter Winter, compositore tedesco († 1825)
- Michel Yost, clarinettista e compositore francese († 1786)
- Attilio Zuccagni, botanico italiano († 1807)
- Dziaddin Mukarram Shah II di Kedah, sovrano malese († 1815)
- Giovanni Gherardo de Rossi, poeta e commediografo italiano († 1827)
- Ivan Egorovič Ševič, generale russo († 1813)